# 戰略陰謀2
《戰略陰謀2》（英語：Sniper 2）是一部2002年美國動作片，由克瑞格·R·巴克斯里執導，湯姆·貝林傑、博金·伍德賓和丹·巴特勒主演。劇情描述老練的退役狙擊手湯瑪士·貝克（Thomas Beckett）被找來與一名死刑犯合作，以暗殺負責種族清洗的塞爾維亞將軍，但也為此引起騷動。
該片為1993年電影《戰略陰謀》的續集和《戰略陰謀》系列電影的第二部作品，於2002年3月11日在美國以DVD首映的方式發行。

## 劇情
前美國海軍陸戰隊武裝偵察部隊狙擊手湯瑪士·貝克退伍後被CIA探員詹姆士·艾克斯和丹·麥肯納上校找上。儘管失去了他用來射擊的食指，貝克仍然具有射擊能力。考慮到這一點，再加上他在海軍陸戰隊工作以來的出色職業生涯，貝克被派去暗殺叛亂的塞爾維亞將軍邁爾·瓦斯托利亞，後者計劃對塞爾維亞的穆斯林人口稠密地區進行種族清洗。貝克的搭檔是一名經驗豐富的美軍狙擊手傑克·柯爾，對方因謀殺罪而被判處死刑，柯爾能藉此任務得以徹免。但實際上，柯爾是因為殺了過去出賣自己團隊的人且缺乏證據而被判刑。
貝克和柯爾被送往塞爾維亞後，前往天主教大教堂。在那裡，他們遇到一個以蘇菲亞為首的地下抵抗組織。在後者的指引下，貝克和柯爾在一處公寓用狙擊槍成功殺了瓦斯托利亞，使這座城市陷入封鎖。貝克和柯爾開始在街上試圖躲避軍隊，但在讓公共電車撞壞幾輛警車後，兩人開始逃亡；貝克成功逃脫，而柯爾則被逮捕。貝克當晚與蘇菲亞及其兩兄弟見面，制定了營救柯爾的計劃。第二天，載著柯爾等囚犯的卡車遭到貝克等人伏擊。柯爾向貝克坦承，自己的真正任務是營救和平主義者和政治異見人士帕維，帕維也跟著他們離去。當晚，在原定為指定會合區的廢棄工廠裡，他們被坦克和步兵伏擊。蘇菲亞的兩兄弟喪生，貝克則僥倖逃脫。
在帕維友人的幫助下，貝克和柯爾帶著帕維坐公車打算到邊界，但中途遭攔查，讓他們決定徒步過橋。到希曼德時，他們被鎮上郊外森林中的特種部隊伏擊。擊退敵方後，三人到廢棄的城鎮中與一名敵方狙擊手展開交鋒；柯爾的胸口遭狙擊手射中，但貝克則成功殺死了敵人。在塞爾維亞軍隊到達時，貝克、帕維和柯爾成功搭上了直昇機離開。在直昇機上，柯爾躺在貝克的懷中並無視他的傷口大喊「自由！」並隨之去世。

## 演員
- 湯姆·貝林傑飾演湯瑪士·貝克特等槍砲士官長（英语：Master gunnery sergeant）
- 博金·伍德賓（英语：Bokeem Woodbine）飾演傑克·柯爾（Jake Cole）
- 丹·巴特勒飾演CIA探員詹姆士·艾克斯（CIA Agent James Eckles）
- 林登·阿什比飾演丹·麥肯納上校（Col. Dan McKenna）
- 艾莉卡·瑪洛茲珊飾演蘇菲亞（Sophia）
- 陶馬許·普斯卡什（Tamás Puskás）飾演帕維（Pavel）
- 貝拉·賈基（Béla Jáki）飾演狙擊手

## 備註
1. 臺灣DVD曾使用的譯名。

## 外部連結
- 互联网电影数据库（IMDb）上《戰略陰謀2》的资料（英文）